# Jisjoev kehilati

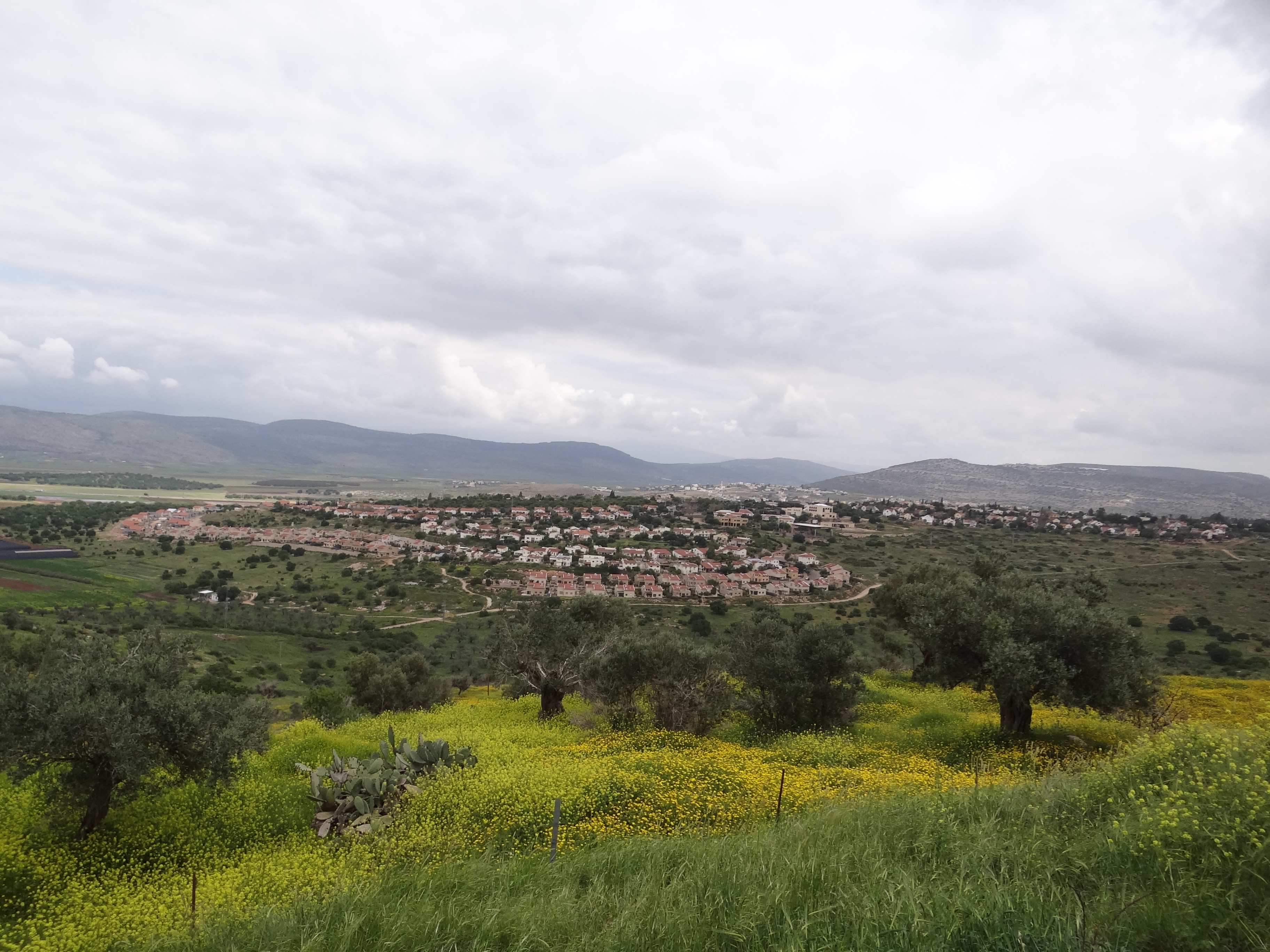
Uitzicht op Hoshaya, 2012.

Een jisjoev kehilati (Hebreeuws: יישוב קהילתי, 'gemeenschapsnederzetting') is een type dorp in Israël en de Westelijke Jordaanoever.
Terwijl in een gewone plaats iedereen onroerend goed kan kopen, vormen de inwoners van een gemeenschapsnederzetting hun eigen coöperatie. Zij hebben de bevoegdheid om de verkoop van een huis of bedrijfspand aan een koper goed of af te keuren. Inwoners van een dergelijke nederzetting kunnen een bepaalde gedeelde ideologie, religieus perspectief of levensstijl hebben die ze in stand willen houden door alleen gelijkgestemden te accepteren. Zo kan een gezinsgerichte gemeenschap bijvoorbeeld voorkomen dat het een gepensioneerde gemeenschap wordt door alleen jonge gehuwde stellen als nieuwe bewoners toe te laten.

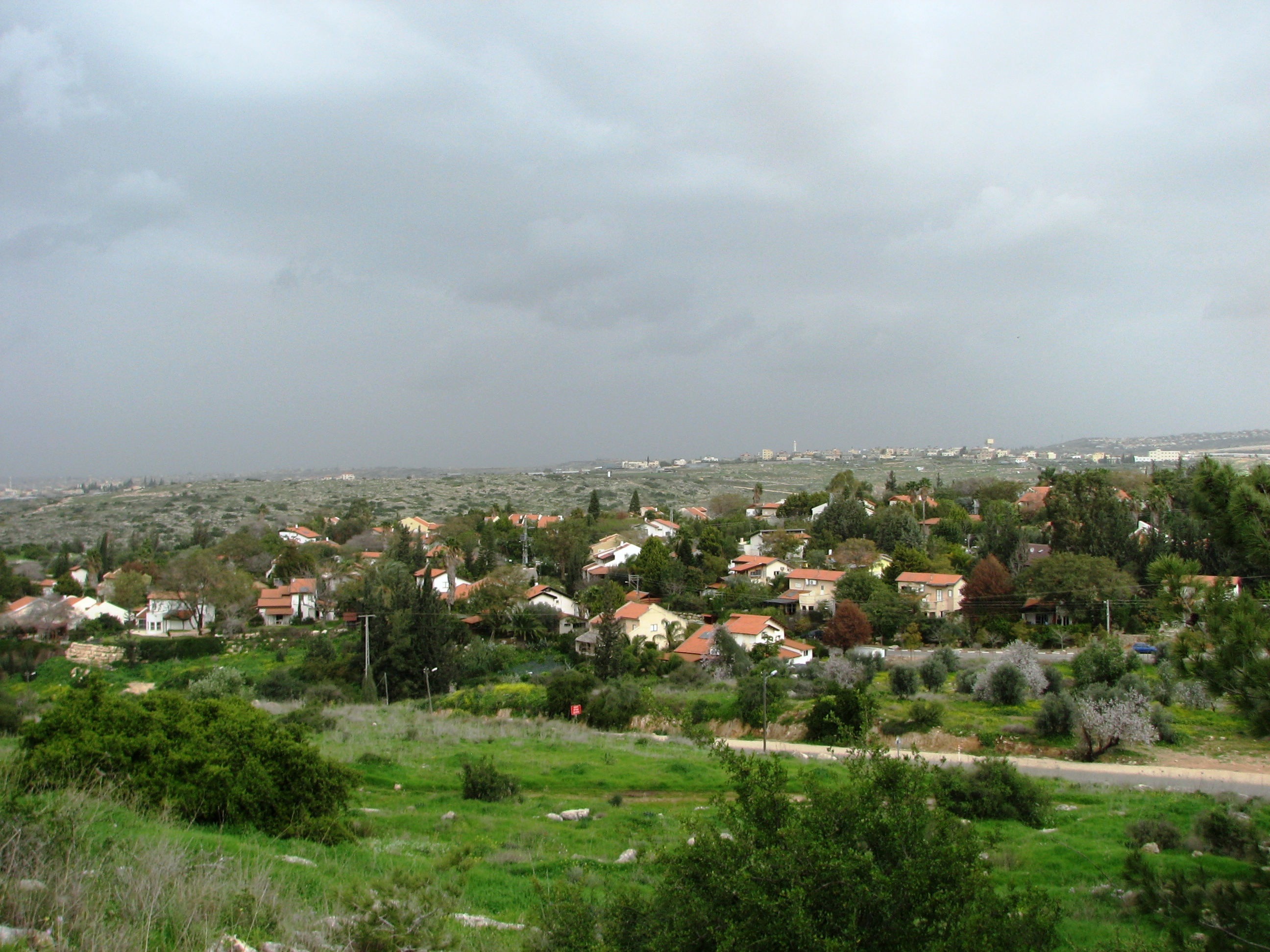
Uitzicht op Nirit, 2011.

Een gemeenschapsnederzetting moet niet verward worden met een Israëlische nederzetting, kibboets of mosjav. In tegenstelling tot deze woonvormen ontstond de jisjoev kehilati in de jaren '70 als een niet-politieke beweging voor nieuwe stedelijke ontwikkeling in Israël. Desondanks betekent het stichten van nederzettingen dat het in de praktijk alleen voor Joden bedoeld is en dat inwoners het recht hebben om Arabieren te weigeren naar hun dorp te verhuizen. Hoewel de wet expliciete discriminatie van andere sociale groepen nadrukkelijk verbiedt, staat het de toelatingscommissies toe kandidaten af te wijzen op grond van vaag geformuleerde redenen. Gemeenschapsnederzettingen zijn in Israëlische juridische termen coöperatieve verenigingen, wat inhoudt dat ze zijn gedefineerd als 'privé'.
Zowel de Association for Civil Rights in Israel (ACRI) als Adalah, het juridische centrum voor de rechten van de Arabische minderheid in Israël, heeft dikwijls kritiek geuit op de regelgeving omtrent dit type dorp. Zij zijn van mening dat het screeningsproces bedoeld is om Arabische gezinnen, Mizrachische Joden, eenoudergezinnen, homoseksuelen en ongehuwden uit te sluiten.
Vanaf 1977 ondersteunde de door Likoed geleide regering de uitbreiding van Israëlisch-Joodse nederzettingen op de Westelijke Jordaanoever en in de Gazastrook. Binnen een paar jaar was de jisjoev kehilati het meest voorkomende type dorp in die regio's. In de eerste tien jaar werden ruim 100 nederzettingen van dit type opgericht. Een verklaring voor de populariteit is dat een gemeenschapsnederzetting ook seculiere Joden toelaat. Andere mogelijke verklaringen zijn de ligging en de financiële voordelen. Gemeenschapsnederzettingen zijn meestal dorpen zonder landbouw. Inwoners werken doorgaans in een nabijgelegen stad en kiezen voor een woning in een jisjoev kehilati om zo dichter bij hun werk te wonen.